# バノン 悪魔の取引
『バノン 悪魔の取引 : トランプを大統領にした男の危険な野望』（バノン あくまのとりひき : トランプをだいとうりょうにしたおとこのきけんなやぼう、英: Devil's Bargain: Steve Bannon, Donald Trump, and the Storming of the Presidency）は、『ブルームバーグ ビジネスウィーク』誌のジャーナリストであるジョシュア・グリーンが書いた2017年の著書である。本書は2016年の政治的勝利を引き起こしたドナルド・トランプとスティーブン・バノンの協力関係を取り上げている。この協力関係はオルタナ右翼の隆盛を引き起こしたと推測されている。本書を書くまで、グリーンは『アトランティック』誌（The Atlantic）とブルームバーグ社でジャーナリストとして働いてきた。そこで彼は保守的な人たちについて報じる経験を積んだ。2015年に彼はバノンについて紹介文を書いた。その後、グリーンは本書のためにバノンにインタビューをした。

## 日本語訳
- ジョシュア・グリーン 著、秋山勝 訳『バノン 悪魔の取引 : トランプを大統領にした男の危険な野望』草思社、2018年3月。ISBN 978-4-7942-2325-8。